# Mixomelia ctenucha
Mixomelia ctenucha là một loài bướm đêm trong họ Noctuidae.